# Swimming with the Kids
"Swimming with the Kids" är en låt av den finländska rockgruppen The Rasmus, då kända som bara Rasmus. Den skrevs av bandets fyra medlemmar för deras tredje album Hellofatester från 1998. Låten var den andra och sista singeln från albumet och gavs ut i juli 1999. Med dess surfrocktema visar låten upp en återgång till gruppens mer svängiga funkrockrötter vars text är relativt nonsensartad.
Vid utgivningen blev låten inte särskilt uppmärksammad men har trots det legat på plats 16 på den finländska singellistan.

## Låtskrivandet
Vid skapandet av låten experimenterade gitarristen Pauli Rantasalmi med wah-waheffekter vilket resulterade i ett sound likt surfrock. Man byggde vidare på temat genom att lägga till ett somrigt trumpetsolo, framfört av musikern Jukka Tiirikainen. Även texten till låten handlar om sol och bad men är med textrader som "I ain't sure what this song is about, but I'm sure I don't give a damn" också relativt nonsensartad. Sångaren Lauri Ylönen sjunger i sitt mer snabba tempo som gränsar till rap. Trots nya influenser är låten samtidigt en återgång till gruppens mer svängiga funkrockrötter och sticker inte ut från albumets låtar i övrigt. 

## Låten släpps
"Swimming with the Kids" var den andra och sista singeln från Hellofatester och gavs ut i juli 1999. Som uppföljare till The Rasmus banbrytande singel "Liquid" var låtvalet den här gången inte lika oväntat, även om man kanske hade förväntat en fortsättning på den seriösa och melodiska rockstilen. "Swimming with the Kids" var bandets sista singel på Warner Music och betraktas som deras sista singel med funk- och punkrockinfluenser. Låten blev dock aldrig riktigt uppmärksammad i hemlandet och man spelade heller inte in någon video till den. Låten låg på plats 16 på den finländska singellistan i en vecka.
Förutom titellåten gavs singeln även ut med två alternativa versioner av låtarna "Tempo" (ursprungligen från Hellofatester) och "Life 705" (ursprungligen från Peep). Till "Tempo" producerade DJ Midas en remix som är exklusiv för denna singel medan den helt nyinspelade versionen av "Life 705" senare även hamnade på samlingsalbumet Hellofacollection. Version '99 spelades in 1999 vid Seawolf Studios. 

## Låtlista
Alla låtar skrivna av Lauri Ylönen, Eero Heinonen, Pauli Rantasalmi och Janne Heiskanen
CD-singel
1. "Swimming with the Kids" – 3:28
2. "Tempo" (Remix by DJ Midas) – 5:07
3. "Life 705" (Version '99) – 5:37

## Listplaceringar
| Lista (1999)            | Högsta placering |
| ----------------------- | ---------------- |
| Finländska singellistan | 16               |

## Medverkande
The Rasmus
- Lauri Ylönen – sång
- Eero Heinonen – bas
- Pauli Rantasalmi – gitarr
- Janne Heiskanen – trummor

Produktion och övriga musiker
- Teja Kotilainen – producent, inspelning
- Henri Sorvali – panda 49
- Hannu Pikkarainen – piano, bongotrummor, tamburin
- Aleksi Ahoniemi – saxofon
- Jukka Tiirikainen – trumpet
- Matti Lappalainen – trombon